# Convention des Nations unies sur l'utilisation de communications électroniques dans les contrats internationaux
 (septembre 2023).
La Convention des Nations unies sur l'utilisation de communications électroniques dans les contrats internationaux est un traité rédigé par la Commission des Nations unies pour le droit commercial international (CNUDCI) et adopté par l’Assemblée générale des Nations unies à New York en 2005. 
La Convention sur les communications électroniques vise à faciliter l'utilisation de communications électroniques dans le commerce international, surtout pour les échanges entre professionnels, en introduisant les principes de non-discrimination des communications électroniques, de neutralité technologique et d’équivalence fonctionnelle au niveau transfrontière. Elle contient, parmi d’autres, une disposition sur la reconnaissance des signatures électroniques étrangères (art. 9, para. 3). 
La Convention sur les communications électroniques a été adoptée par vingt états : Azerbaïdjan, Bahreïn, Belize, Bénin, Cameroun, fédération de Russie,  El Salvador, Fidji, Honduras, Kiribati, Mongolie, Monténégro, Paraguay, République dominicaine, république du Congo, Philippines, Singapour, Sri Lanka, Thaïlande  et Tuvalu. Elle a été signée par onze autres États. Les États francophones signataires sont Madagascar, la République centrafricaine et le Sénégal.